# Jaroslav Šilhavý
Jaroslav Šilhavý (Plzeň, 3 novembre 1961) è un allenatore di calcio ed ex calciatore ceco, fino al 1993 cecoslovacco, di ruolo difensore, commissario tecnico della nazionale omanita.
Ha vinto due campionati cechi da allenatore con Slovan Liberec (2012) e Slavia Praga (2017).

## Statistiche

### Statistiche da allenatore

#### Nazionale ceca
Statistiche aggiornate al 21 novembre 2023.
| Squadra   | Naz                  | dal               | al               | Record | Record | Record | Record     | Record | Record | Record | Record |
| G         | V                    | N                 | P                | GF     | GS     | DR     | % Vittorie |        |        |        |        |
| --------- | -------------------- | ----------------- | ---------------- | ------ | ------ | ------ | ---------- | ------ | ------ | ------ | ------ |
| Rep. Ceca | Rep. Ceca (bandiera) | 18 settembre 2018 | 21 novembre 2023 | 59     | 28     | 10     | 21         | 91     | 73     | +18    | 47,46  |

#### Nazionale ceca nel dettaglio
| 2018                   | Rep. Ceca              | Nations League 2018-2019 | 2º nel Gruppo 1 di Lega B                       | 3  | 2  | 0  | 1  | 66,67 | 3  | 2  | +1  |
| 2019                   | Rep. Ceca              | Qual. Euro 2020          | 2º nel Gruppo A, qualificato                    | 8  | 5  | 0  | 3  | 62,50 | 13 | 11 | +2  |
| 2020                   | Rep. Ceca              | Nations League 2020-2021 | 1º nel Gruppo 2 di Lega B, promosso in Lega A   | 6  | 4  | 0  | 2  | 66,67 | 9  | 5  | +4  |
| 2021                   | Rep. Ceca              | Qual. Mondiali 2022      | 3º nel Gruppo E, eliminato ai play-off          | 8  | 4  | 2  | 2  | 50,00 | 14 | 9  | +5  |
| mar. 2022 (spareggi)   | Rep. Ceca              | Qual. Mondiali 2022      | 3º nel Gruppo E, eliminato ai play-off          | 1  | 0  | 0  | 1  | &0,00 | 0  | 1  | -1  |
| giu.-lug. 2021         | Rep. Ceca              | Euro 2020                | Quarti di finale                                | 5  | 2  | 1  | 2  | 40,00 | 6  | 4  | +2  |
| 2022                   | Rep. Ceca              | Nations League 2022-2023 | 4º nel Gruppo 2 di Lega A, retrocesso in Lega B | 6  | 1  | 1  | 4  | 16,67 | 5  | 15 | -10 |
| 2023                   | Rep. Ceca              | Qual. Euro 2024          | 2º nel Gruppo E, qualificato                    | 8  | 4  | 3  | 1  | 50,00 | 12 | 6  | +6  |
| Dal 2018 al 2023       | Rep. Ceca              | Amichevoli               |                                                 | 14 | 6  | 3  | 5  | 42,86 | 29 | 20 | +9  |
| Totale Repubblica Ceca | Totale Repubblica Ceca | Totale Repubblica Ceca   | Totale Repubblica Ceca                          | 59 | 28 | 10 | 21 | 47,46 | 91 | 73 | +18 |

#### Panchine da commissario tecnico della nazionale ceca
| Cronologia completa delle presenze e delle reti in nazionale ― Rep. Ceca | Cronologia completa delle presenze e delle reti in nazionale ― Rep. Ceca | Cronologia completa delle presenze e delle reti in nazionale ― Rep. Ceca | Cronologia completa delle presenze e delle reti in nazionale ― Rep. Ceca | Cronologia completa delle presenze e delle reti in nazionale ― Rep. Ceca | Cronologia completa delle presenze e delle reti in nazionale ― Rep. Ceca | Cronologia completa delle presenze e delle reti in nazionale ― Rep. Ceca | Cronologia completa delle presenze e delle reti in nazionale ― Rep. Ceca |
| Data                                                                     | Città                                                                    | In casa                                                                  | Risultato                                                                | Ospiti                                                                   | Competizione                                                             | Reti                                                                     | Note                                                                     |
| ------------------------------------------------------------------------ | ------------------------------------------------------------------------ | ------------------------------------------------------------------------ | ------------------------------------------------------------------------ | ------------------------------------------------------------------------ | ------------------------------------------------------------------------ | ------------------------------------------------------------------------ | ------------------------------------------------------------------------ |
| 13-10-2018                                                               | Trnava                                                                   | Slovacchia                                                               | 1 – 2                                                                    | Rep. Ceca                                                                | UEFA Nations League 2018-2019 - Lega B                                   | Michael Krmencik Patrik Schick                                           | Cap: B. Dockal                                                           |
| 16-10-2018                                                               | Charkiv                                                                  | Ucraina                                                                  | 1 – 0                                                                    | Rep. Ceca                                                                | UEFA Nations League 2018-2019 - Lega B                                   | -                                                                        | Cap: B. Dockal                                                           |
| 15-11-2018                                                               | Danzica                                                                  | Polonia                                                                  | 0 – 1                                                                    | Rep. Ceca                                                                | Amichevole                                                               | Jakub Jankto                                                             | Cap: B. Dockal                                                           |
| 19-11-2018                                                               | Praga                                                                    | Rep. Ceca                                                                | 1 – 0                                                                    | Slovacchia                                                               | UEFA Nations League 2018-2019 - Lega B                                   | Patrik Schick                                                            | Cap: B. Dockal                                                           |
| 22-3-2019                                                                | Londra                                                                   | Inghilterra                                                              | 5 – 0                                                                    | Rep. Ceca                                                                | Qual. Euro 2020                                                          | -                                                                        | Cap: V. Darida                                                           |
| 26-3-2019                                                                | Praga                                                                    | Rep. Ceca                                                                | 1 – 3                                                                    | Brasile                                                                  | Amichevole                                                               | David Pavelka                                                            | Cap: V. Darida                                                           |
| 7-6-2019                                                                 | Praga                                                                    | Rep. Ceca                                                                | 2 – 1                                                                    | Bulgaria                                                                 | Qual. Euro 2020                                                          | 2 Patrik Schick                                                          | Cap: M. Suchy                                                            |
| 10-6-2019                                                                | Olomouc                                                                  | Rep. Ceca                                                                | 3 – 0                                                                    | Montenegro                                                               | Qual. Euro 2020                                                          | Jakub Jankto autorete Patrik Schick (rig.)                               | Cap: M. Suchy                                                            |
| 7-9-2019                                                                 | Pristina                                                                 | Kosovo                                                                   | 2 – 1                                                                    | Rep. Ceca                                                                | Qual. Euro 2020                                                          | Patrik Schick                                                            | Cap: M. Suchy                                                            |
| 10-9-2019                                                                | Podgorica                                                                | Montenegro                                                               | 0 – 3                                                                    | Rep. Ceca                                                                | Qual. Euro 2020                                                          | Tomáš Souček Lukáš Masopust Vladimír Darida (rig.)                       | Cap: M. Suchy                                                            |
| 10-11-2019                                                               | Praga                                                                    | Rep. Ceca                                                                | 2 – 1                                                                    | Inghilterra                                                              | Qual. Euro 2020                                                          | Jakub Brabec Zdeněk Ondrášek                                             | Cap: V. Darida                                                           |
| 14-10-2019                                                               | Praga                                                                    | Rep. Ceca                                                                | 2 – 3                                                                    | Irlanda del Nord                                                         | Amichevole                                                               | Vladimír Darida Alex Král                                                | Cap: J. Husbauer                                                         |
| 14-11-2019                                                               | Plzeň                                                                    | Rep. Ceca                                                                | 2 – 1                                                                    | Kosovo                                                                   | Qual. Euro 2020                                                          | Alex Král Ondřej Čelůstka                                                | Cap: V. Darida                                                           |
| 17-11-2019                                                               | Sofia                                                                    | Bulgaria                                                                 | 1 – 0                                                                    | Rep. Ceca                                                                | Qual. Euro 2020                                                          | -                                                                        | Cap: V. Darida                                                           |
| 4-9-2020                                                                 | Bratislava                                                               | Slovacchia                                                               | 1 – 3                                                                    | Rep. Ceca                                                                | UEFA Nations League 2020-2021 - Lega B                                   | Vladimír Coufal Bořek Dočkal (rig.) Michael Krmencik                     | Cap: B. Dockal                                                           |
| 7-9-2020                                                                 | Olomouc                                                                  | Rep. Ceca                                                                | 1 – 2                                                                    | Scozia                                                                   | UEFA Nations League 2020-2021 - Lega B                                   | Jakub Pešek                                                              | Cap: A. Mandous                                                          |
| 7-10-2020                                                                | Larnaca                                                                  | Cipro                                                                    | 1 – 2                                                                    | Rep. Ceca                                                                | Amichevole                                                               | Tomáš Holeš Vladimír Darida (rig.)                                       | Cap: V. Darida                                                           |
| 11-10-2020                                                               | Haifa                                                                    | Israele                                                                  | 1 – 2                                                                    | Rep. Ceca                                                                | UEFA Nations League 2020-2021 - Lega B                                   | autorete Matěj Vydra                                                     | Cap: V. Darida                                                           |
| 14-10-2020                                                               | Glasgow                                                                  | Scozia                                                                   | 1 – 0                                                                    | Rep. Ceca                                                                | UEFA Nations League 2020-2021 - Lega B                                   | -                                                                        | Cap: V. Darida                                                           |
| 11-11-2020                                                               | Lipsia                                                                   | Germania                                                                 | 1 – 0                                                                    | Rep. Ceca                                                                | Amichevole                                                               | -                                                                        | Cap: B. Dockal                                                           |
| 15-11-2020                                                               | Plzeň                                                                    | Rep. Ceca                                                                | 1 – 0                                                                    | Israele                                                                  | UEFA Nations League 2020-2021 - Lega B                                   | Vladimír Darida                                                          | Cap: V. Darida                                                           |
| 18-11-2020                                                               | Plzeň                                                                    | Rep. Ceca                                                                | 2 – 0                                                                    | Slovacchia                                                               | UEFA Nations League 2020-2021 - Lega B                                   | Tomáš Souček Zdeněk Ondrášek                                             | Cap: V. Darida                                                           |
| 24-3-2021                                                                | Lublino                                                                  | Estonia                                                                  | 2 – 6                                                                    | Rep. Ceca                                                                | Qual. Mondiali 2022                                                      | 3 Tomáš Souček Patrick Schick Antonín Barák Jakub Jankto                 | Cap: V. Darida                                                           |
| 27-3-2021                                                                | Praga                                                                    | Rep. Ceca                                                                | 1 – 1                                                                    | Belgio                                                                   | Qual. Mondiali 2022                                                      | Lukáš Provod                                                             | Cap: T. Soucek                                                           |
| 30-3-2021                                                                | Cardiff                                                                  | Galles                                                                   | 1 – 0                                                                    | Rep. Ceca                                                                | Qual. Mondiali 2022                                                      | -                                                                        | Cap: V. Darida                                                           |
| 4-6-2021                                                                 | Bologna                                                                  | Italia                                                                   | 4 – 0                                                                    | Rep. Ceca                                                                | Amichevole                                                               | -                                                                        | Cap: V. Darida                                                           |
| 8-6-2021                                                                 | Praga                                                                    | Rep. Ceca                                                                | 3 – 1                                                                    | Albania                                                                  | Amichevole                                                               | Patrick Schick Lukáš Masopust Ondřej Čelůstka                            | Cap: V. Darida                                                           |
| 14-6-2021                                                                | Glasgow                                                                  | Scozia                                                                   | 0 – 2                                                                    | Rep. Ceca                                                                | Euro 2020 - 1º turno                                                     | 2 Patrick Schick                                                         | Cap: V. Darida                                                           |
| 18-6-2021                                                                | Glasgow                                                                  | Croazia                                                                  | 1 – 1                                                                    | Rep. Ceca                                                                | Euro 2020 - 1º turno                                                     | Patrick Schick (rig.)                                                    | Cap: V. Darida                                                           |
| 22-6-2021                                                                | Londra                                                                   | Rep. Ceca                                                                | 0 – 1                                                                    | Inghilterra                                                              | Euro 2020 - 1º turno                                                     | -                                                                        | Cap: V. Darida                                                           |
| 27-6-2021                                                                | Budapest                                                                 | Paesi Bassi                                                              | 0 – 2                                                                    | Rep. Ceca                                                                | Euro 2020 - Ottavi di finale                                             | Tomáš Holeš Patrick Schick                                               | Cap: T. Soucek                                                           |
| 3-7-2021                                                                 | Baku                                                                     | Rep. Ceca                                                                | 1 – 2                                                                    | Danimarca                                                                | Euro 2020 - Quarti di finale                                             | Patrick Schick                                                           | Cap: T. Soucek                                                           |
| 2-9-2021                                                                 | Ostrava                                                                  | Rep. Ceca                                                                | 1 – 0                                                                    | Bielorussia                                                              | Qual. Mondiali 2022                                                      | Antonin Barak                                                            | Cap: T. Soucek                                                           |
| 5-9-2021                                                                 | Bruxelles                                                                | Belgio                                                                   | 3 – 0                                                                    | Rep. Ceca                                                                | Qual. Mondiali 2022                                                      | -                                                                        | Cap: T. Soucek                                                           |
| 8-9-2021                                                                 | Plzeň                                                                    | Rep. Ceca                                                                | 1 – 1                                                                    | Ucraina                                                                  | Amichevole                                                               | Matej Vydra                                                              | Cap: T. Soucek                                                           |
| 8-10-2021                                                                | Praga                                                                    | Rep. Ceca                                                                | 2 – 2                                                                    | Galles                                                                   | Qual. Mondiali 2022                                                      | Jakub Pešek autorete                                                     | Cap: T. Soucek                                                           |
| 11-10-2021                                                               | Kazan'                                                                   | Bielorussia                                                              | 0 – 2                                                                    | Rep. Ceca                                                                | Qual. Mondiali 2022                                                      | Patrick Schick Adam Hlozek                                               | Cap: T. Soucek                                                           |
| 11-11-2021                                                               | Olomouc                                                                  | Rep. Ceca                                                                | 7 – 0                                                                    | Kuwait                                                                   | Amichevole                                                               | Antonin Barak 2 Jakub Pešek Tomáš Souček Filip Novák 2 Jan Sykora        | Cap: T. Soucek                                                           |
| 16-11-2021                                                               | Praga                                                                    | Rep. Ceca                                                                | 2 – 0                                                                    | Estonia                                                                  | Qual. Mondiali 2022                                                      | Jakub Brabec Jan Sykora                                                  | Cap: V.Coufal                                                            |
| 24-3-2022                                                                | Stoccolma                                                                | Svezia                                                                   | 1 – 0                                                                    | Rep. Ceca                                                                | Qual. Mondiali 2022                                                      | -                                                                        | Cap: T. Soucek                                                           |
| 29-3-2022                                                                | Cardiff                                                                  | Galles                                                                   | 1 – 1                                                                    | Rep. Ceca                                                                | Amichevole                                                               | Tomáš Souček                                                             | Cap: T. Soucek                                                           |
| 2-6-2022                                                                 | Praga                                                                    | Rep. Ceca                                                                | 2 – 1                                                                    | Svizzera                                                                 | UEFA Nations League 2022-2023 - 1º turno                                 | Jan Kuchta autorete                                                      | Cap: T. Soucek                                                           |
| 5-6-2022                                                                 | Praga                                                                    | Rep. Ceca                                                                | 2 – 2                                                                    | Spagna                                                                   | UEFA Nations League 2022-2023 - 1º turno                                 | Jakub Pešek Jan Kuchta                                                   | Cap: T. Soucek                                                           |
| 9-6-2022                                                                 | Lisbona                                                                  | Portogallo                                                               | 2 – 0                                                                    | Rep. Ceca                                                                | UEFA Nations League 2022-2023 - 1º turno                                 | -                                                                        | Cap: T. Soucek                                                           |
| 12-6-2022                                                                | Malaga                                                                   | Spagna                                                                   | 2 – 0                                                                    | Rep. Ceca                                                                | UEFA Nations League 2022-2023 - 1º turno                                 | -                                                                        | Cap: T. Soucek                                                           |
| 24-9-2022                                                                | Praga                                                                    | Rep. Ceca                                                                | 0 – 4                                                                    | Portogallo                                                               | UEFA Nations League 2022-2023 - 1º turno                                 | -                                                                        | Cap: T. Soucek                                                           |
| 27-9-2022                                                                | San Gallo                                                                | Svizzera                                                                 | 2 – 1                                                                    | Rep. Ceca                                                                | UEFA Nations League 2022-2023 - 1º turno                                 | Patrick Schick                                                           | Cap: T. Soucek                                                           |
| 16-11-2022                                                               | Olomouc                                                                  | Rep. Ceca                                                                | 5 – 0                                                                    | Fær Øer                                                                  | Amichevole                                                               | 3 Mojmir Chytil Vaclav Cerny Patrizio Stronati                           | Cap: T. Soucek                                                           |
| 19-11-2022                                                               | Gaziantep                                                                | Turchia                                                                  | 2 – 1                                                                    | Rep. Ceca                                                                | Amichevole                                                               | Vaclav Cerny                                                             | Cap: T. Soucek                                                           |
| 24-3-2023                                                                | Praga                                                                    | Rep. Ceca                                                                | 3 – 1                                                                    | Polonia                                                                  | Qual. Euro 2024                                                          | Ladislav Krejci Tomáš Čvančara Jan Kuchta                                | Cap: T. Soucek                                                           |
| 27-3-2023                                                                | Chișinău                                                                 | Moldavia                                                                 | 0 – 0                                                                    | Rep. Ceca                                                                | Qual. Euro 2024                                                          | -                                                                        | Cap: T. Soucek                                                           |
| 17-6-2023                                                                | Tórshavn                                                                 | Fær Øer                                                                  | 0 – 3                                                                    | Rep. Ceca                                                                | Qual. Euro 2024                                                          | Ladislav Krejci 2 Vaclav Cerny                                           | Cap: T. Soucek                                                           |
| 20-6-2023                                                                | Podgorica                                                                | Montenegro                                                               | 1 – 4                                                                    | Rep. Ceca                                                                | Amichevole                                                               | Mojmír Chytil Michal Sadílek Lukáš Provod Adam Hložek                    | Cap: T. Soucek                                                           |
| 7-9-2023                                                                 | Praga                                                                    | Rep. Ceca                                                                | 1 – 1                                                                    | Albania                                                                  | Qual. Euro 2024                                                          | Václav Černý                                                             | Cap: T. Soucek                                                           |
| 10-9-2023                                                                | Budapest                                                                 | Ungheria                                                                 | 1 – 1                                                                    | Rep. Ceca                                                                | Amichevole                                                               | Václav Jurečka                                                           | Cap: T. Soucek                                                           |
| 12-10-2023                                                               | Tirana                                                                   | Albania                                                                  | 3 – 0                                                                    | Rep. Ceca                                                                | Qual. Euro 2024                                                          |                                                                          | Cap: T. Soucek                                                           |
| 15-10-2023                                                               | Plzeň                                                                    | Rep. Ceca                                                                | 1 – 0                                                                    | Fær Øer                                                                  | Qual. Euro 2024                                                          | Tomáš Souček                                                             | Cap: T. Soucek                                                           |
| 17-11-2023                                                               | Varsavia                                                                 | Polonia                                                                  | 1 – 1                                                                    | Rep. Ceca                                                                | Qual. Euro 2024                                                          | Tomáš Souček                                                             | Cap: T. Soucek                                                           |
| 20-11-2023                                                               | Olomouc                                                                  | Rep. Ceca                                                                | 3 – 0                                                                    | Moldavia                                                                 | Qual. Euro 2024                                                          | David Douděra Tomáš Chorý Tomáš Souček                                   | Cap: T. Soucek                                                           |
| Totale                                                                   |                                                                          | Presenze                                                                 | 59                                                                       |                                                                          | Reti                                                                     | 91                                                                       |                                                                          |

#### Nazionale omanita
Statistiche aggiornate al 21 novembre 2023.
| Squadra | Naz             | dal              | al        | Record | Record | Record | Record     | Record | Record | Record | Record  |
| G       | V               | N                | P         | GF     | GS     | DR     | % Vittorie |        |        |        |         |
| ------- | --------------- | ---------------- | --------- | ------ | ------ | ------ | ---------- | ------ | ------ | ------ | ------- |
| Oman    | Oman (bandiera) | 1º febbraio 2024 | in carica | 2      | 2      | 0      | 0          | 4      | 0      | +4     | 100,00& |

#### Nazionale ceca nel dettaglio
| 2024        | Oman        | Qual. Mondiali 2026 | subentrato, nel gruppo D | 2 | 2 | 0 | 0 | 100,00& | 4 | 0 | +4 |
| Dal 2024    | Oman        | Amichevoli          |                          | 0 | 0 | 0 | 0 | —       | 0 | 0 | +0 |
| Totale Oman | Totale Oman | Totale Oman         | Totale Oman              | 2 | 2 | 0 | 0 | 100,00  | 4 | 0 | +4 |

#### Panchine da commissario tecnico della nazionale omanita
| Cronologia completa delle presenze e delle reti in nazionale ― Oman | Cronologia completa delle presenze e delle reti in nazionale ― Oman | Cronologia completa delle presenze e delle reti in nazionale ― Oman | Cronologia completa delle presenze e delle reti in nazionale ― Oman | Cronologia completa delle presenze e delle reti in nazionale ― Oman | Cronologia completa delle presenze e delle reti in nazionale ― Oman | Cronologia completa delle presenze e delle reti in nazionale ― Oman | Cronologia completa delle presenze e delle reti in nazionale ― Oman |
| Data                                                                | Città                                                               | In casa                                                             | Risultato                                                           | Ospiti                                                              | Competizione                                                        | Reti                                                                | Note                                                                |
| ------------------------------------------------------------------- | ------------------------------------------------------------------- | ------------------------------------------------------------------- | ------------------------------------------------------------------- | ------------------------------------------------------------------- | ------------------------------------------------------------------- | ------------------------------------------------------------------- | ------------------------------------------------------------------- |
| 21-3-2024                                                           | Mascate                                                             | Oman                                                                | 2 – 0                                                               | Malaysia                                                            | Qual. Mondiali 2026                                                 | Issam Al Sabhi Muhsen Al-Ghassani                                   | Cap: M.Al Musalami                                                  |
| 16-3-2024                                                           | Kuala Lumpur                                                        | Malaysia                                                            | 0 – 2                                                               | Oman                                                                | Qual. Mondiali 2026                                                 | Omar Al-Malki (rig.) Mohammed Al Ghafri                             | Cap: M.Al Musalami                                                  |
| Totale                                                              |                                                                     | Presenze                                                            | 2                                                                   |                                                                     | Reti                                                                | 4                                                                   |                                                                     |

## Palmarès

### Giocatore

#### Club

##### Competizioni internazionali
- Coppa Piano Karl Rappan: 3

RH Cheb: 1981
Slavia Praga: 1992, 1993

#### Individuale
- Personalità ceca dell'anno: 1

1998

### Allenatore

#### Club

##### Competizioni nazionali
- Campionato ceco: 2

Slovan Liberec: 2011-2012
Slavia Praga: 2016-2017